# Paolo Ongaro
Paolo Ongaro (* 22. Juni 1946 in Mestre, Venedig, Provinz Venedig, Italien) ist ein italienischer Comiczeichner.

## Leben und Werk
Der Autodidakt Ongaro begann seine Comiclaufbahn im Jahr 1964 als Inker. Seine ersten eigenen Comics zeichnete er nach Texten Pier Carpis für die Zeitschrift Horror. Im Jahr 1970 zeichnete Ongaro einige Episoden von Diabolik und begann eine Zusammenarbeit mit verschiedenen Zeitungen und Zeitschriften wie beispielsweise Il Giornalino, Il Corriere dei Ragazzi und Collana Eroica. In der zweiten Hälfte der 1970er-Jahre entstanden unter anderem Arbeiten für den britischen Verlag Fleetway Publications sowie die italienischen Verlagshäuser Mondadori und Dardo. Darüber hinaus war Ongaro an Enzo Biagis Storia d'Italia a fumetti beteiligt und zeichnete in den 1980er-Jahren vermehrt Sport-Comics. Seit 1986 zeichnet Ongaro Disney-Comics, seit den frühen 1990er-Jahren gehört er zum Zeichnerteam um die Abenteuerserie Martin Mystère.
Auf Deutsch sind von Ongaro etliche Disney-Comics unter anderem in den Reihen Walt Disneys Lustige Taschenbücher und Donald Duck Taschenbuch veröffentlicht worden.